# Canton de Ceor-Ségala
Le canton de Ceor-Ségala est une circonscription électorale française du département de l'Aveyron, créée par le décret du 21 février 2014 et entrée en vigueur lors des élections départementales de 2015.

## Histoire
Un nouveau découpage territorial de l'Aveyron entre en vigueur en mars 2015, défini par le décret du 21 février 2014, en application des lois du 17 mai 2013 (loi organique 2013-402 et loi 2013-403). Les conseillers départementaux sont, à compter de ces élections, élus au scrutin majoritaire binominal mixte. Les électeurs de chaque canton élisent au Conseil départemental, nouvelle appellation du Conseil général, deux membres de sexe différent, qui se présentent en binôme de candidats. Les conseillers départementaux sont élus pour 6 ans au scrutin binominal majoritaire à deux tours, l'accès au second tour nécessitant 12,5 % des inscrits au 1er tour. En outre la totalité des conseillers départementaux est renouvelée. Ce nouveau mode de scrutin nécessite un redécoupage des cantons dont le nombre est divisé par deux avec arrondi à l'unité impaire supérieure. En Aveyron, le nombre de cantons passe ainsi de 46 à 23. Le canton de Ceor-Ségala fait partie des 21 nouveaux cantons du département, deux cantons conservant leur dénomination (Saint-Affrique et Villefranche-de-Rouergue).

## Représentation
| Période élective | Période élective | Mandat | Mandat       | Identité           | Nuance | Nuance | Qualité                                                                        |
| ---------------- | ---------------- | ------ | ------------ | ------------------ | ------ | ------ | ------------------------------------------------------------------------------ |
| 2015             | 2021             | 2015   | 2021         | Anne Blanc         |        | LREM   | Infirmière diplômée d'Etat Ancienne Maire de Naucelle Députée LREM (2017-2022) |
| 2015             | 2021             | 2015   | 2020 (décès) | Jean-Marie Pialat  |        | PRG    | Médecin généraliste à Baraqueville                                             |
| 2015             | 2021             | 2020   | 2021         | François Carrière  |        | DVC    | Maire de Boussac                                                               |
| 2021             | 2028             | 2021   | en cours     | Jacques Barbezange |        | UDI    | Cadre de la fonction publique, maire de Baraqueville                           |
| 2021             | 2028             | 2021   | en cours     | Virginie Firmin    |        | DVD    | Responsable d'un organisme de formation, adjointe au maire de Naucelle         |

### Résultats détaillés

#### Élections de mars 2015
À l'issue du 1er tour des élections départementales de 2015, deux binômes sont en ballotage : Anne Blanc et Jean-Marie Pialat (PRG, 41,58 %) et Jacques Barbezange et Nicole Fouillade (UDI, 40,31 %). Le taux de participation est de 65,53 % (7 420 votants sur 11 323 inscrits) contre 59,71 % au niveau départemental et 50,17 % au niveau national.
Au second tour, Anne Blanc et Jean-Marie Pialat (PRG) sont élus avec 51,54 % des suffrages exprimés et un taux de participation de 67,43 % (3 721 voix pour 7 634 votants et 11 322 inscrits).

#### Élections de juin 2021
Le premier tour des élections départementales de 2021 est marqué par un très faible taux de participation (33,26 % au niveau national). Dans le canton de Ceor-Ségala, ce taux de participation est de 45,73 % (5 276 votants sur 11 538 inscrits) contre 43,28 % au niveau départemental. À l'issue de ce premier tour,  le binôme constitué de Jacques Barbezange et Virginie Firmin (DVD , 62,38 %), est élu avec 62,38 % des suffrages exprimés.

## Composition
Le canton de Ceor-Ségala est composé de dix-huit communes entières.
| Nom                                  | Code Insee | Intercommunalité | Superficie (km2) | Population (dernière pop. légale) | Densité (hab./km2) | Modifier                                    |
| ------------------------------------ | ---------- | ---------------- | ---------------- | --------------------------------- | ------------------ | ------------------------------------------- |
| Baraqueville (bureau centralisateur) | 12056      | CC Pays Ségali   | 33,54            | 3 168 (2022)                      | 94                 | modifier les données · modifier les données |
| Boussac                              | 12032      | CC Pays Ségali   | 17,92            | 605 (2022)                        | 34                 | modifier les données · modifier les données |
| Cabanès                              | 12041      | CC Pays Ségali   | 15,78            | 279 (2022)                        | 18                 | modifier les données · modifier les données |
| Camboulazet                          | 12045      | CC Pays Ségali   | 14,25            | 401 (2022)                        | 28                 | modifier les données · modifier les données |
| Camjac                               | 12046      | CC Pays Ségali   | 23,03            | 575 (2022)                        | 25                 | modifier les données · modifier les données |
| Castanet                             | 12059      | CC Pays Ségali   | 30,42            | 525 (2022)                        | 17                 | modifier les données · modifier les données |
| Centrès                              | 12065      | CC Pays Ségali   | 36,71            | 462 (2022)                        | 13                 | modifier les données · modifier les données |
| Colombiès                            | 12068      | CC Pays Ségali   | 55,23            | 880 (2022)                        | 16                 | modifier les données · modifier les données |
| Gramond                              | 12113      | CC Pays Ségali   | 13,14            | 539 (2022)                        | 41                 | modifier les données · modifier les données |
| Manhac                               | 12137      | CC Pays Ségali   | 18,50            | 873 (2022)                        | 47                 | modifier les données · modifier les données |
| Meljac                               | 12144      | CC Pays Ségali   | 9,54             | 135 (2022)                        | 14                 | modifier les données · modifier les données |
| Moyrazès                             | 12162      | CC Pays Ségali   | 48,67            | 1 085 (2022)                      | 22                 | modifier les données · modifier les données |
| Naucelle                             | 12169      | CC Pays Ségali   | 23,23            | 2 017 (2022)                      | 87                 | modifier les données · modifier les données |
| Pradinas                             | 12189      | CC Pays Ségali   | 22,68            | 359 (2022)                        | 16                 | modifier les données · modifier les données |
| Quins                                | 12194      | CC Pays Ségali   | 38,46            | 885 (2022)                        | 23                 | modifier les données · modifier les données |
| Saint-Just-sur-Viaur                 | 12235      | CC Pays Ségali   | 25,10            | 210 (2022)                        | 8,4                | modifier les données · modifier les données |
| Sauveterre-de-Rouergue               | 12262      | CC Pays Ségali   | 23,43            | 711 (2022)                        | 30                 | modifier les données · modifier les données |
| Tauriac-de-Naucelle                  | 12276      | CC Pays Ségali   | 21,59            | 386 (2022)                        | 18                 | modifier les données · modifier les données |
| Canton de Ceor-Ségala                | 1205       |                  | 471,22           | 14 095 (2022)                     | 30                 | modifier les données                        |

## Démographie
En 2022, le canton comptait 14 095 habitants, en évolution de +0,63 % par rapport à 2016 (Aveyron : +0,37 %, France hors Mayotte : +2,11 %).
| 2013   | 2018   | 2022   |
| ------ | ------ | ------ |
| 13 922 | 13 897 | 14 095 |